# 중성자 포획 핵합성
중성자 포획 핵합성(中性子捕獲核合成 neutron capture nucleosynthesis)은 R-과정 및 S-과정에 의한 핵합성을 말한다. R-과정과 S-과정은 각각 "빠른(rapid) 과정"과 "느린(slow) 과정"이라 한다.
화학성분비의 중성자 포획의 중요성은 1957년 B2FH 논문에서 처음 기술되었다.